# Parametro di Immirzi
Il parametro di Immirzi (Immirzi parameter) è un coefficiente numerico che compare nella gravità quantistica a loop, una teoria non perturbativa della gravità quantistica. Il parametro di Immirzi misura la grandezza del quanto di area in unità di Planck Come conseguenza, il suo valore è attualmente stabilito in accordo con la teoria semiclassica della entropia dei buchi neri, come calcolata da Stephen Hawking (v. Termodinamica dei buchi neri), e con il numero di microstati della gravità quantistica a loop.
Il nome del parametro proviene da quello del fisico Giorgio Immirzi, ma il coefficiente è anche conosciuto come parametro di Barbero-Immirzi, dal momento che la possibilità di includere questo parametro fu fatta notare per la prima volta da Fernando Barbero

## Condizioni di realtà
Il parametro di Immirzi interviene quando si cerca di esprimere una connessione di Lorentz con il gruppo non compatto SO(3,1) nei termini di una connessione complessa con valori in un gruppo compatto di rotazioni: SO(3) o il suo gruppo di rivestimento con indice 2 (il Gruppo unitario speciale-SU(2)). L'importanza di questo parametro rimase oscura fino a che non fu calcolato lo spettro discreto dell'operatore d'area della Gravità quantistica a loop. Ne risulta che lo spettro degli operatori associati all'area è proporzionale al parametro di Immirzi.

## Termodinamica dei buchi neri
Negli anni settanta del Novecento, Stephen Hawking, mosso dall'analogia tra la legge dell'area crescente dell'orizzonte degli eventi dei buchi neri e il secondo principio della termodinamica, realizzò un calcolo, nell'ambito della Gravità semiclassica, con cui mostrava che i buchi neri sono in equilibrio termodinamico con la radiazione termica esterna, e che l'entropia dei buchi neri (vale a dire, l'entropia della radiazione in equilibrio con il buco nero) è pari a:
{\displaystyle \,S=A/4\!} (in unità di Planck)
Nel 1997, Abhay Ashtekar, John Baez, Alejandro Corichi e Kirill Krasnov quantizzarono lo spazio delle fasi classico all'esterno di un buco nero nella Relatività generale del vuoto. Gli autori mostrarono che la geometria dello spaziotempo all'esterno di un buco nero è descritta da reti di spin, alcuni dei cui archi bucano l'orizzonte degli eventi, apportandovi area, e che la geometria quantistica dell'orizzonte può essere descritta da una teoria di Chern-Simons U(1). La comparsa del gruppo U(1) si spiega con il fatto che la geometria in due dimensioni è descritta in termini di gruppo di rotazioni SO(2), che è isomorfo a U(1). La relazione tra area e rotazioni è spiegata dal Teorema di Girard che mette in relazione l'area di un triangolo sferico al suo eccesso angolare.
Contando il numero di stati di reticoli di spin corrispondenti a un orizzonte degli eventi di area A, l'entropia di un buco nero si vede essere
{\displaystyle \,S=\gamma _{0}A/4\gamma .\!}
Dove {\displaystyle \gamma } è il parametro di Immirzi ed è anche
{\displaystyle \gamma _{0}=\ln(2)/{\sqrt {3}}\pi }
oppure
{\displaystyle \gamma _{0}=\ln(3)/{\sqrt {8}}\pi ,}
a seconda del gruppo di gauge usato in gravità quantistica a loop. Così, scegliendo il parametro di Immirzi pari a {\displaystyle \,\gamma _{0}}, si ritrova la formula dell'entropia secondo Bekenstein-Hawking. Questo ragionamento sembra non dipendere dal tipo di buco nero, dal momento che il parametro di Immirzi dato è sempre lo stesso. Tuttavia, Krzysztof Meissner e Marcin Domagala con Jerzy Lewandowski hanno corretto l'assunzione secondo cui contribuiscono solo i valori minimali di spin. Il loro risultato implica la comparsa del logaritmo di un numero trascendente al posto del logaritmo di interi sopra menzionato.
Il parametro di Immirzi compare al denominatore perché l'entropia conta il numero di archi che pungono l'orizzonte degli eventi e il parametro di Immirzi è proporzionale all'area con cui contribuisce ciascuna perforazione.

## Interpretazione
Il parametro può essere visto come una rinormalizzazione della costante di gravitazione universale. Sono state avanzate diverse proposte per spiegare questo parametro, come, per esempio, un'argomentazione dovuta a Olaf Dreyer basata sui modi quasinormali.
Un'interpretazione più recente è quella secondo cui è la misura del valore della violazione della parità in gravità quantistica, e il suo valore reale e positivo è necessario per lo stato di Kodama della gravità quantistica a loop. Allo stato attuale, non esiste alcuna modalità alternativa di calcolo. Se da un successivo confronto con la teoria o con risultati sperimentali (per esempio, il valore della forza di Newton a grande scala) dovesse emergere la necessità di un valore differente del parametro di Immirzi, questo costituirebbe prova che la gravità quantistica a loop non è in grado di riprodurre la fisica della relatività generale a grandi distanze. D'altro canto, il parametro di Immirzi sembra essere l'unico parametro libero della LQG nel vuoto, e, una volta che si riuscisse a fissarlo mediante con un calcolo ancorato a un risultato sperimentale, potrebbe essere usato, in linea di principi, per predire altri risultati sperimentali. Una modalità di calcolo alternativa, tuttavia, non è ancora disponibile.